# Йосіда Сіґеру
Йо́шіда Шіґе́ру (яп. 吉田茂, よしだしげる, 22 вересня 1878 — 20 жовтня 1967) — японський політичний і державний діяч, дипломат. Випускник юридичного факультету Токійського імперського університету.
45-й, 48-й, 49-й, 50-й і 51-й прем'єр-міністр Японії (22 травня 1946 — 24 травня 1947, 15 жовтня 1948 — 10 грудня 1954).
5-й міністр добробуту (16 січня — 22 липня 1940), 2-й голова першого і другого демобілізаційного міністерства (22 травня — 15 червня 1946). 73-й, 74-й, 75-й, 78-й і 79-й міністр закордонних справ (1945 — 1947, 1948 — 1952). 2-й голова Японської ліберальної партії (1946 — 1948), 1-й голова Демократично-ліберальної (1948 — 1950) і Ліберальної партії Японії (1950 — 1954). Депутат Палати представників японського Парламенту 7 скликань від префектури Коті.
Ректор приватних університетів Коґакукан і Нішьоґакушя. Очолював країну протягом 7 років важкого перехідного періоду: від іноземної окупації після Другої світової війни до відновлення японської незалежності. Заклав основи політичної системи повоєнної Японії. За свій зовнішній вигляд, любов до сигар та якості лідера отримав прізвисько «японський Черчилль».